# Avalanche (banda)
Avalanche foi uma banda de disco e dance norueguesa, fundada em 1987 e dissolvida em 1991. Era formada pelos músicos Kjetil Rosnes e Kristi Johansen

## Singles
- "Bird of Paradise"
- "Johnny Johnny Come Home" - #1 na França, disco de ouro; #3 na Noruega[2]
- "I Will Wait" - #43 in France
- "Riding on a Storm"
- "Blue Train"
- "Love Me, Please Love Me" (cover de Michel Polnareff)
- "Young Guns"